# 石垣政和
石垣 政和（いしがき まさかず、1962年（昭和37年）3月25日 -）は、秋田県を中心に活動するローカルタレント。
秋田県雄勝郡羽後町出身。秋田県立羽後高等学校卒。秋田テレビ(AKT)の「なんでもアリーナ」に於いて、明るいキャラクターで人気を博す。「なんでも-」以降、テレビでは主にAKTを中心に活躍。 東北6県に放送された「クボタ民謡お国めぐり」では、番組終了時まで司会を務めた。

## 出演履歴

### テレビ
- TVマガジン（秋田放送テレビ） - 秋田フォーラス情報コーナー
- なんでもアリーナ（秋田テレビ） - 司会
- なんでもアリーナ525（秋田テレビ） - 司会
- やばせ本町どまん中!（秋田テレビ） - 司会
- クボタ民謡お国めぐり（秋田テレビ） - 司会
- 柳葉敏郎のGIBAちゃんとGOLFへGO!（秋田テレビ） - 司会
- いしがき君となかや君（秋田テレビ） - レギュラー
- いしがき君となかや君と誰なんだ?りゅういち君（秋田テレビ） - レギュラー
- みくたん～未来への冒険～（秋田テレビ） - 隊長役
- super jumpin'（秋田テレビ） - 司会
- げつ→きん420（秋田テレビ） - 木曜コメンテーター
- きんよう420（秋田テレビ） - MC
- 石垣政和の朝っぱらから失礼します。（秋田テレビ） - 司会
- 石垣政和のあっぱれ!昼飯前（秋田テレビ） - 司会

### ラジオ
- Foreverヤング（エフエム秋田） - パーソナリティ
- 朝カラ（エフエム秋田） - パーソナリティ
- 秋田コミュニティ放送開局特別番組 - 司会
- 教えて！いしがき先生！かづの夜の保健室（鹿角きりたんぽFMで月１回放送）
- 柳葉敏郎の昭和をご唱和願います（エフエム秋田）